# Josef Reichl (Politiker, 1907)
Josef Reichl (* 6. Juli 1907 in Schaltdorf, heute Rottenburg an der Laaber; † 19. Juni 1986 in Rottenburg an der Laaber) war ein deutscher Politiker, der zunächst der Bayernpartei und später der CSU angehörte.
Reichl besuchte die Volks- und Fortbildungsschule sowie die Landwirtschaftsschule in Landshut, die er erfolgreich absolvierte. In seinen jungen Jahren arbeitete er auf dem Hof seiner Eltern, den er 1934 übernahm. Zum 1. Mai 1935 trat er der NSDAP bei (Mitgliedsnummer 3.650.269). Er hatte in der katholischen Jugendorganisation eine führende Position und bekleidete später das Amt des ersten Vorsitzenden einer Molkereigenossenschaft.
1948 begann Reichls politische Karriere. Er gehörte dem Kreistag des Landkreises Rottenburg an der Laaber an und war zweiter Bürgermeister der Gemeinde Pattendorf. Am 2. Mai 1951 rückte er für den ausgeschiedenen Anton von Aretin in den Bayerischen Landtag nach. 1954 wurde er über die Wahlkreisliste Niederbayern der Bayernpartei wiedergewählt, verließ diese aber kurze Zeit später und wechselte zur CSU. Bei den Wahlen 1958 wurde sein Landtagsmandat bestätigt. 1962 verfehlte er das Mandat, rückte jedoch am 24. August 1964 für den verstorbenen Leopold Lerch in den Landtag nach, aus dem er 1964 endgültig ausschied.